# Раевский, Николай Фёдорович
Николай Федорович Раевский (1804—1857) — протоиерей Русской православной церкви, духовный писатель и педагог.

## Биография
Родился 29 мая (10 июня) 1804 года в Арзамасе, Нижегородской губернии, где его отец Фёдор Герасимович Раевский был священником; старший брат Михаила Фёдоровича Раевского. Учился в Нижегородской духовной семинарии и в Санкт-Петербургской духовной академии (1821—1825), в которой окончил курс магистром, после чего был назначен профессором математики и еврейского языка в Архангельскую духовную семинарию.
В 1826 году он был переведён в Санкт-Петербург — протодиаконом в Петропавловский собор; 4 ноября был рукоположен в священники к церкви Первого кадетского корпуса. Будучи законоучителем в кадетском корпусе, он одновременно преподавал Закон Божий в Доме воспитания бедных «Императорского человеколюбивого общества» (1828—1840), во Второй Санкт-Петербургской гимназии (1831—1845) и в Михайловском Артиллерийском училище (1833—1845), состоя с 1846 года главным наблюдателем за преподаванием этого предмета в военно-учебных заведениях.
В начале 1850 года Н. Ф. Раевский был переведён протоиереем Воскресенского (Смольный монастырь) собора, а в 1854 году назначен кафедральным протоиереем Петропавловского собора и ректором Петропавловского духовного училища. В 1855 году он был избран в члены Конференции Санкт-Петербургской духовной академии.
Умер 4 (16) февраля 1857 года в Санкт-Петербурге и был погребён на Смоленском православном кладбище.
В богословской литературе его имя появилось очень рано; ещё студентом он напечатал свое рассуждение: «Рассмотрение мест, приводимых в послании к евреям книг Ветхого Завета» («Некоторые упражнения студентов VI курса Санкт-Петербургской духовной академии». Ч. III. — С. 287—367); затем им изданы сочинения:
- «О жизни и творениях семи знаменитейших отцов церкви» (СПб.: тип. воен.-учеб. заведений, 1847. — 71 с.);
- «Несколько уроков из истории древней христианской церкви» (СПб.: тип. воен.-учеб. заведений, 1849. — 48 с.);
- «Речь» и «Слово», говоренные при погребении генерал-лейтенанта М. С. Перского и действительного статского советника Е. П. Пражевского (СПб., 1832 и 1841);
- «Избранные слова и речи…» (СПб.: тип. Арт. деп. В. М., 1861. — 196 с.).